# Lukas Gage
Lukas Gage (San Diego, 28 mei 1995) is een Amerikaans acteur. Hij speelde in diverse films en series, waaronder Scouts Guide to the Zombie Apocalypse, Euphoria en You.

## Filmografie

### Film
- 2014: Animals, als Daniel
- 2014: Satellite Beach, als Big Dean's serveerder
- 2015: Scouts Guide to the Zombie Apocalypse, als Travis
- 2016: Sickhouse, als Lukas
- 2017: Sleep No More, als Carter
- 2018: Ace, als Ace
- 2018: Assassination Nation, als Eric
- 2019: Wyrm, als Dylan
- 2019: Deadcon, als Ricky
- 2020: What Breaks the Ice, als Seth
- 2020: Max Reload and the Nether Blasters, als Seth
- 2020: Wireless, als Jake
- 2022: Moonshot, als Dalton
- 2022: How to Blow Up a Pipeline, als Logan
- 2023: Down Low, als Cameron
- 2023: Parachute, als Dalton
- 2024: Road House, als Billy
- 2024: Smile 2, als Lewis
- 2025: Companion, als Patrick

### Televisie
- 2013: Enlightened, als therapie groepslid
- 2014: I Didn't Do It, als gozer
- 2014: Kingdom, als Skinner
- 2016-2018: Tagged, als Brandon Darrow
- 2017: Confess, als Adam Taylor
- 2017: Adam Ruins Everything, als Cole Tyson
- 2017: American Vandal, als Brandon Galloway
- 2018: On My Block, als Brad
- 2018: Class of Lies, als Tiger
- 2019: Supergirl, als Kevin Huggins
- 2019: Veronica Mars, als Cory
- 2019: Euphoria, als Tyler Clarkson
- 2019: Into the Dark, als Logan
- 2020-2021: Love, Victor, als Derek
- 2021: The White Lotus, als Dillon
- 2022: Angelyne, als Max Allen
- 2022: Queer as Folk, als Eric
- 2023: Gossip Girl, als zichzelf
- 2023: You, als Adam Pratt
- 2023: Fargo, als Lars Olmstead
- 2024: Dead Boy Detectives, als Cat King

### Podcast
- 2024: The Best Man's Ghostwriter, als Tyson